# Digitalis cariensis
Digitalis cariensis är en grobladsväxtart. Digitalis cariensis ingår i släktet fingerborgsblommor, och familjen grobladsväxter.

## Underarter
Arten delas in i följande underarter:
- D. c. cariensis
- D. c. ikarica